# Machinae Supremacy
Machinae Supremacy je švédská hudební skupina, která vznikla roku 2000. Jejich styl by se dal přiřadit k alternativnímu metalu. Sami definovali svůj styl jako SID-metal. Jejich hudba je zajímavá díky užívání syntezátoru (Elektron Sidstation), jehož základ tvoří čip SID (MOS Technology SID), který se používal ke zpracování zvuku na počítačích Commodore 64.

## Členové
- Robert "Gaz" Stjärnström – zpěv
- Jonas "Gibli" Rörling – kytara, zpěv
- Andreas "Gordon" Gerdin – baskytara
- Niklas "Nicky" Karvonen – bicí
- Tomi Luoma - kytara

## Diskografie

### Deus ex machinae
První řadové album. Vyšlo v roce 2004 v nákladu pouhých 1000 disků. V roce 2005 vyšla druhá várka remasterovaných nosičů s jednou bonusovou skladbou („Soundtrack To The Rebellion“).
1. Insidious (05:36)
2. Super Steve (05:39)
3. Dreadnaught (04:05)
4. Flagcarrier (06:02)
5. Return To Snake Mountain (05:18)
6. Player One (05:43)
7. Deus Ex Machinae (04:44)
8. Attack Music (03:35)
9. Ninja (05:23)
10. Throttle And Mask (03:59)
11. Killer Instinct (03:53)
12. Tempus Fugit (04:58)
13. Blind Dog Pride (06:25)
14. Machinae Prime (Instrumentální, 07:12)
15. Soundtrack To The Rebellion (bonusová skladba, 6:00)

### Redeemer
Druhé album (2006).
Vyšly dvě verze tohoto alba.

#### Underground Edition
1. Elite
2. Rise
3. Fury
4. Ronin
5. Kaori Stomp
6. Hate
7. I Know The Reaper
8. 17
9. (Intro) The Cavern Of Lost Time
10. Rogue World Asylum
11. Through The Looking Glass
12. Okii Kuma
13. Reanimator (March of the Undead III)
14. (Intro) Prelude To Empire
15. Empire

#### Retail Edition
1. Elite
2. Through The Looking Glass
3. Rogue World Asylum
4. Rise
5. I Know The Reaper
6. Hate
7. Ghost (Beneath The Surface)
8. Ronin
9. 17
10. Okii Kuma
11. Reanimator (March of the Undead III)

Třetí album (2008).

### Overworld
1. Overworld" - 4:21
2. "Need for Steve" - 4:11
3. "Edge and Pearl" - 4:00
4. "Radio Future" - 4:40
5. "Skin" - 5:24
6. "Truth of Tomorrow" - 4:35
7. "Dark City" - 5:56
8. "Conveyer" - 3:51
9. "Gimme More (SID)" - 3:32
10. "Violator" - 3:04
11. "Sid Icarus" - 3:58
12. "Stand" - 4:47

Čtvrté album (2010).

### A View from the End of the World
1. "A View From the End of the World" – 3:52
2. "Force Feedback" – 5:34
3. "Rocket Dragon" – 4:51
4. "Persona" – 5:16
5. "Nova Prospekt" – 5:13
6. "World of Light" – 1:14
7. "Shinigami" – 4:08
8. "Cybergenesis" – 5:43
9. "Action Girl" – 4:12
10. "Crouching Camper Hidden Sniper" – 3:59
11. "Indiscriminate Murder is Counter-Productive" – 4:07
12. "One Day in the Universe" – 4:16
13. "The Greatest Show on Earth" – 3:31
14. "Remnant (March of the Undead IV)" – 5:54

Páté album (2012).

### Rise of a Digital Nation
1. "All of My Angels"
2. "Laser Speed Force"
3. "Transgenic"
4. "Rise of a Digital Nation"
5. "Pieces"
6. "Cyber Warfare"
7. "Republic of Gamers"
8. "Battlecry"
9. "99"
10. "Hero"

### Jets'n'guns soundtrack
Machinae Supremacy se také podíleli na tvorbě hudby pro počítačovou hru Jets'n'guns.
Celý soundtrack je ke stažení na oficiálních stránkách skupiny.

### Site releases
Skupina uvolnila spoustu skladeb k volnému stažení z jejich stránek. Říkají tomu site release.